# Eleição municipal de Canoas em 2020
A eleição municipal da cidade de Canoas em 2020 ocorreu no dia 15 de novembro (primeiro turno) e 29 de novembro e elegeu um prefeito, um vice-prefeito e vinte e um membros da câmara de vereadores para a administração da cidade. Os mandatos dos candidatos eleitos neste pleito durarão entre 1 de janeiro de 2021 e 31 de dezembro de 2024. O prefeito titular é Luiz Carlos Busato, do Partido Trabalhista Brasileiro (PTB), que, por estar em primeiro mandato, pode concorrer a reeleição. Porém, Não foi reeleito Em 2° Turno, Perdendo Para o Ex-Prefeito Jairo Jorge (PSD) 
Originalmente, as eleições ocorreriam em 4 de outubro (primeiro turno), porém, com o agravamento da pandemia de COVID-19 no Brasil, as datas foram modificadas.

## Contexto político e pandemia
As eleições municipais de 2020 estão sendo marcadas, antes mesmo de iniciada a campanha oficial, pela pandemia de COVID-19 no Brasil, o que está fazendo com que os partidos remodelem suas estratégias de pré-campanha. O Tribunal Superior Eleitoral (TSE) autorizou os partidos a realizarem as convenções para escolha de candidatos aos escrutínios por meio de plataformas digitais de transmissão, para evitar aglomerações que possam proliferar o coronavírus. Alguns partidos recorreram a mídias digitais para lançar suas pré-candidaturas. Além disso, a partir deste pleito, será colocada em prática a Emenda Constitucional 97/2017, que proíbe a celebração de coligações partidárias para as eleições legislativas, o que pode gerar um inchaço de candidatos ao legislativo.
ANTECEDENTES
Na Eleição Do ano de 2016, o Prefeito eleito no 2º turno com Aproximadamente 52% dos votos válidos foi Luiz Carlos Busato, do Partido Trabalhista Brasileiro(PTB)

## Candidaturas à prefeitura
O prazo final para registro de candidaturas no Tribunal Superior Eleitoral (TSE) é 26 de setembro.

### Candidaturas registradas no TSE
Abaixo está a lista das candidaturas registradas no sistema do TSE.
| Candidato(a) a prefeito | Candidato(a) a prefeito | Candidato(a) a vice-prefeito | Candidato(a) a vice-prefeito | Número eleitoral      | Coligação                                                                                              |
| Nome de urna            | Partido                 | Nome de urna                 | Partido                      | Número eleitoral      | Coligação                                                                                              |
| ----------------------- | ----------------------- | ---------------------------- | ---------------------------- | --------------------- | --- |
| Camilo Bornia           | NOVO                    | Gilberto Manfroi             | NOVO                         | 30                    | Partido sem coligação                                                                                  |
| Capitão Nascimento      | PSC                     | Igor Bueno                   | PSC                          | 20                    | Partido sem coligação                                                                                  |
| César Augusto           | Republicanos            | Carolina Lompa               | PSL                          | 10                    | Canoas Olhando Para o Futuro - Republicanos - PSL                                                      |
| Ernani Daniel           | PP                      | Raphaela Zahran              | PP 11                        | Partido sem coligação | |
| Luiz Carlos Busato      | PTB                     | Dario Silveira               | PDT                          | 14                    | Pra Canoas Seguir em Frente - PTB - PDT - PL - REDE - MDB - DEM                                        |
| Jairo Jorge             | PSD                     | Dr. Nedy                     | Solidariedade                | 55                    | Aliança Municipal de Oposição - AMO Canoas - PSD - Solidariedade - Avante - PV - PSB - PODE - Patriota |
| Nelsinho Metalúrgico    | PT                      | Alice do Nascimento          | PCdoB                        | 13                    | Canoas Melhor - PT - PCdoB                                                                             |
| Professor Pablo         | PSOL                    | Profe Dani                   | PSOL                         | 50                    | Partido sem coligação                                                                                  |
| Simone Sabin            | PRTB                    | Coronel Faccin               | PRTB                         | 28                    | Partido sem coligação                                                                                  |

- Atualizado até 02h08min, sábado, 15 de março de 2025 (UTC)

## Resultado da eleição para prefeito

### Primeiro turno
| 1º Turno 15 de novembro de 2020 | 1º Turno 15 de novembro de 2020 | 1º Turno 15 de novembro de 2020 | 1º Turno 15 de novembro de 2020 |
| Candidato(a)                    | Vice                            | Votação                         | Votação                         |
| Candidato(a)                    | Vice                            | Total                           | Porcentagem                     |
| ------------------------------- | ------------------------------- | ------------------------------- | ------------------------------- |
| Jairo Jorge (PSD)               | Dr. Nedy (SD)                   | 71.968                          | 45,20%                          |
| Luiz Carlos Busato (PTB)        | Dario Silveira (PDT)            | 54.903                          | 34,48%                          |
| Camilo Bornia (NOVO)            | Gilberto Manfroi (NOVO)         | 8.643                           | 5,43%                           |
| Nelsinho Metalúrgico (PT)       | Alice do Nascimento (PCdoB)     | 7.374                           | 4,63%                           |
| César Augusto (REP)             | Carolina Lompa (PSL)            | 5.592                           | 3,51%                           |
| Simone Sabin (PRTB)             | Coronel Faccin (PRTB)           | 5.055                           | 3,17%                           |
| Ernani Daniel (PP)              | Raphaela Zahran (PP)            | 2.965                           | 1,86%                           |
| Professor Pablo (PSOL)          | Profe Dani (PSOL)               | 1.917                           | 1,20%                           |
| Capitão Nascimento (PSC)        | Igor Bueno (PSC)                | 802                             | 0,20%                           |
| Total de votos válidos          | Total de votos válidos          | 159.219                         | 100,00%                         |
| Votos apurados                  |                                 |                                 |                                 |
| Votos válidos                   | Votos válidos                   | 159.219                         | 88,48%                          |
| Votos em branco                 | Votos em branco                 | 9.676                           | 5,38%                           |
| Votos nulos                     | Votos nulos                     | 11.059                          | 6,15%                           |
| Total de votos apurados         | Total de votos apurados         | 179.954                         | 100,00%                         |
| Eleitores                       |                                 |                                 |                                 |
| Comparecimento                  | Comparecimento                  | 179.954                         | 71,78%                          |
| Abstenções                      | Abstenções                      | 70.750                          | 28,22%                          |
| Total de eleitores              | Total de eleitores              | 250.704                         | 100,00%                         |

| Partido | Partido | Candidato   | Votos   | Votos (%) |
| ------- | ------- | ----------- | ------- | --------- |
|         | PSD     | Jairo       | 71 968  | 45,2%     |
|         | PTB     | Busato      | 54 903  | 34,48%    |
|         | NOVO    | Bornia      | 8 643   | 5,43%     |
|         | PT      | Metalúrgico | 7 374   | 4,63%     |
|         | REP     | Augusto     | 5 592   | 3,51%     |
|         | PRTB    | Sabin       | 5 055   | 3,17%     |
|         | PP      | Daniel      | 2 965   | 1,86%     |
|         | PSOL    | Pablo       | 1 917   | 1,2%      |
|         | PSC     | Nascimento  | 802     | 0,5%      |
| Totais  | Totais  | Totais      | 159 219 |           |

### Segundo turno
| 2º Turno 29 de novembro de 2020 | 2º Turno 29 de novembro de 2020 | 2º Turno 29 de novembro de 2020 | 2º Turno 29 de novembro de 2020 |
| Candidato(a)                    | Vice                            | Votação                         | Votação                         |
| Candidato(a)                    | Vice                            | Total                           | Porcentagem                     |
| ------------------------------- | ------------------------------- | ------------------------------- | ------------------------------- |
| Jairo Jorge (PSD)               | Dr. Nedy (SD)                   | 82.137                          | 53,06%                          |
| Luiz Carlos Busato (PTB)        | Dario Silveira (PDT)            | 72.649                          | 46,94%                          |
| Total de votos válidos          | Total de votos válidos          | 154.786                         | 100,00%                         |
| Votos apurados                  |                                 |                                 |                                 |
| Votos válidos                   | Votos válidos                   | 154.786                         | 90,35%                          |
| Votos em branco                 | Votos em branco                 | 6.602                           | 3,85%                           |
| Votos nulos                     | Votos nulos                     | 9.928                           | 5,80%                           |
| Total de votos apurados         | Total de votos apurados         | 171.316                         | 100,00%                         |
| Eleitores                       |                                 |                                 |                                 |
| Comparecimento                  | Comparecimento                  | 171.316                         | 68,33%                          |
| Abstenções                      | Abstenções                      | 79.388                          | 31,67%                          |
| Total de eleitores              | Total de eleitores              | 250.704                         | 100,00%                         |

## Candidaturas a vereança
Conforme dados informados pelos partidos ao TSE.
| Partido       | Número de candidaturas | PV | 29 |
| Avante        | 31                     |    |    |
| DEM           | 9                      |    |    |
| MDB           | 32                     |    |    |
| NOVO          | 8                      |    |    |
| PC do B       | 3                      |    |    |
| PDT           | 32                     |    |    |
| PL            | 22                     |    |    |
| PRTB          | 19                     |    |    |
| PSB           | 25                     |    |    |
| PSC           | 3                      |    |    |
| PSD           | 32                     |    |    |
| PSDB          | 26                     |    |    |
| PSOL          | 7                      |    |    |
| PT            | 26                     |    |    |
| PTB           | 32                     |    |    |
| REDE          | 26                     |    |    |
| Republicanos  | 24                     |    |    |
| Solidariedade | 32                     |    |    |
| Total         | 389                    |    |    |

- Atualizado até 02h08min, sábado, 15 de março de 2025 (UTC)